# Atrauli (ort i Indien, Hardoi)
Atrauli är en ort i Indien.   Den ligger i distriktet Hardoi och delstaten Uttar Pradesh, i den centrala delen av landet, 400 km öster om huvudstaden New Delhi. Atrauli ligger 136 meter över havet.